# Durrenjaure (Offerdals socken, Jämtland)
Durrenjaure är en sjö i Krokoms kommun i Jämtland och ingår i Indalsälvens huvudavrinningsområde. Sjön har en area på 0,132 kvadratkilometer och ligger 837,5 meter över havet. Durrenjaure ligger i Oldflån-Ansätten Natura 2000-område. Vid provfiske har öring fångats i sjön.

## Delavrinningsområde
Durrenjaure ingår i det delavrinningsområde (709125-139671) som SMHI kallar för Mynnar i Långvattsåns vattendragsyta. Medelhöjden är 896 meter över havet och ytan är 6,55 kvadratkilometer. Det finns inga avrinningsområden uppströms utan avrinningsområdet är högsta punkten. Vattendraget som avvattnar avrinningsområdet har biflödesordning 6, vilket innebär att vattnet flödar genom totalt 6 vattendrag innan det når havet efter 327 kilometer. Avrinningsområdet består mestadels av skog (10 procent) och kalfjäll (87 procent). Avrinningsområdet har 0,15 kvadratkilometer vattenytor vilket ger det en sjöprocent på 2,3 procent.